# 綠色紅梅花雀
綠色紅梅花雀（Amandava formosa），又名綠色唐加拉雀，是印度中部的一種梅花雀。牠們分佈在近拉賈斯坦邦南部、北方邦中部、比哈爾邦南部及西孟加拉邦，南至喀拉拉邦北部及安得拉邦北部。

## 特徵
綠色紅梅花雀約長10厘米，呈黃綠色，兩側有深色斑紋，喙呈紅色。雌鳥較為深色，兩側的斑紋較不明顯。雌鳥及雄鳥的翼底及三級飛羽末端較為淡色。牠們的叫聲很高音，收尾有特長的顫音。

## 威脅
綠色紅梅花雀自19世紀末就被捕獵作為寵物。每年平均有2000-3000隻綠色紅梅花雀被運送往歐洲及美洲。牠們在受壓下很脆弱，被捕捉的有很高的死亡率。牠們所棲息的大部份草原都已因農業關係受到破壞，並被殺蟲劑等進一步影響。牠們正面臨急速的衰落。

## 保育計劃
綠色紅梅花雀在印度是受到法律保護，其貿易亦於1981年被禁止。牠們現正被保存在四個保護區，包括沙漠國家公園、Tal Chhapar、甘哈國家公園及麥敢特。
其被列為《瀕危野生動植物種國際貿易公約》附錄二的物種，被限制出口及貿易。

## 外部連結
- BirdLife Species Factsheet （页面存档备份，存于）
- Red Data Book